# Aspen, Säffle kommun
Aspen är en sjö i Säffle kommun i Värmland och ingår i Göta älvs huvudavrinningsområde. Sjön är 14 meter djup, har en yta på 3,45 kvadratkilometer och befinner sig 69 meter över havet. Sjön avvattnas av vattendraget Lillälven (Börkusälven).

## Geografi
I nordostlig riktning från sjön rinner bland annat Lillälven.

## Fisk
Här fiskas bland annat gös .

## Delavrinningsområde
Aspen ingår i delavrinningsområde (658015-132239) som SMHI kallar för Utloppet av Aspen. Medelhöjden är 101 meter över havet och ytan är 13,04 kvadratkilometer. Räknas de 36 avrinningsområdena uppströms in blir den ackumulerade arean 414,54 kvadratkilometer. Lillälven (Börkusälven) som avvattnar avrinningsområdet har biflödesordning 3, vilket innebär att vattnet flödar genom totalt 3 vattendrag innan det når havet efter 233 kilometer. Avrinningsområdet består mestadels av skog (46 procent) och jordbruk (18 procent). Avrinningsområdet har 3,43 kvadratkilometer vattenytor vilket ger det en sjöprocent på 26,3 procent.